# Chemnitzer Modell
| Liniennetz aller Stadtbahnstrecken des Chemnitzer Modells (Stand 2024) |                      |                               |                               |
| Spurweite: | 1435 mm (Normalspur) |                               |                               |
| |                      |                               |                               |
| \| \| \| Hainichen C15 \| \| \| \| \| Dittersbach \| \| \| \| \| Frankenberg (Sachs) \| \| \| \| \| Frankenberg Süd \| \| \| \| \| Braunsdorf-Lichtenwalde \| \| \| \| \| Niederwiesa \| \| \| \| \| Ch-Hilbersdorf \| \| \| \| \| \| \| \| \| \| Mittweida C14 \| \| \| \| \| Altmittweida \| \| \| \| \| Ottendorf \| \| \| \| \| Oberlichtenau \| \| \| \| \| Ch-Kinderwaldstätte \| \| \| \| \| \| \| \| \| \| Burgstädt C13 \| \| \| \| \| Wittgensdorf ob Bf \| \| \| \| \| Wittgensdorf Mitte \| \| \| \| \| Ch-Borna \| \| \| \| \| Ch-Küchwald \| \| \| \| \| \| \| \| \| \| \| \| \| \| \| Chemnitz Hbf C11 \| \| \| \| \| Omnibusbahnhof \| \| \| \| \| Hbf Bahnhofstr. \| \| \| \| \| \| \| \| \| \| Theaterplatz \| \| \| \| \| Roter Turm \| \| \| \| \| Zentralhaltestelle \| \| \| \| \| \| \| \| \| \| Moritzhof \| \| \| \| \| Gustav-Freytag-Str. \| \| \| \| \| Treffurthstr. \| \| \| \| \| Rößlerstr. \| \| \| \| \| Erdmannsdorfer Str. \| \| \| \| \| Uhlestr. \| \| \| \| \| Scheffelstr. \| \| \| \| \| Schule Altchemnitz \| \| \| \| \| Alt Chemnitz Center \| \| \| \| \| Schneeberger Str. \| \| \| \| \| Altchemnitz \| \| \| \| \| \| \| \| \| \| \| \| \| \| \| C-Riemenschneiderstraße \| \| \| \| \| Ch-Harthau \| \| \| \| \| Ch-Friedrichstraße \| \| \| \| \| Hp Klaffenbach \| \| \| \| \| Neukirchen-Klaffenbach \| \| \| \| \| Adorf (Erzgeb) \| \| \| \| \| Jahnsdorf \| \| \| \| \| Pfaffenhain \| \| \| \| \| Niederdorf \| \| \| \| \| Stollberg, Schlachthofstr. \| \| \| \| \| Stollberg (Sachs) C11 \| \| \| \| \| Annenstr. \| \| \| \| \| Bernsbachplatz \| \| \| \| \| Stadlerplatz \| \| \| \| \| Rosenbergstr. \| \| \| \| \| TU Campus \| \| \| \| \| Technopark C15 \| \| \| \| \| \| \| \| \| \| \| \| \| \| \| Ch-Reichenhain \| \| \| \| \| Erfenschlag Mitte \| \| \| \| \| Erfenschlag Ost \| \| \| \| \| Einsiedel Gymnasium \| \| \| \| \| Einsiedel \| \| \| \| \| Einsiedel August-Bebel-Platz \| \| \| \| \| Einsiedel Brauerei \| \| \| \| \| Dittersdorf \| \| \| \| \| Kemtau \| \| \| \| \| Burkhardtsdorf \| \| \| \| \| Burkhardtsdorf Mitte \| \| \| \| \| Meinersdorf \| \| \| \| \| Thalheim (Erzgeb) Mitte \| \| \| \| \| Thalheim (Erzgeb) C14 \| \| \| \| \| Dorfchemnitz \| \| \| \| \| Niederzwönitz \| \| \| \| \| Zwönitz \| \| \| \| \| Lößnitz ob Bf \| \| \| \| \| Lößnitz unt Bf \| \| \| \| \| Aue (Sachs) Erzgebirgsstadion \| \| \| \| \| Aue (Sachs) C13 \| \| |                      |                               |                               |
| Kopfbahnhof Streckenanfang |                      | Hainichen C15                 | Hainichen C15                 |
| Haltepunkt / Haltestelle |                      | Dittersbach                   | Dittersbach                   |
| Haltepunkt / Haltestelle |                      | Frankenberg (Sachs)           | Frankenberg (Sachs)           |
| Haltepunkt / Haltestelle |                      | Frankenberg Süd               | Frankenberg Süd               |
| Haltepunkt / Haltestelle |                      | Braunsdorf-Lichtenwalde       | Braunsdorf-Lichtenwalde       |
| Haltepunkt / Haltestelle |                      | Niederwiesa                   | Niederwiesa                   |
| Haltepunkt / Haltestelle |                      | Ch-Hilbersdorf                | Ch-Hilbersdorf                |
| Strecke |                      |                               |                               |
| Kopfbahnhof Streckenanfang · Strecke |                      | Mittweida C14                 | Mittweida C14                 |
| Haltepunkt / Haltestelle · Strecke |                      | Altmittweida                  | Altmittweida                  |
| Haltepunkt / Haltestelle · Strecke |                      | Ottendorf                     | Ottendorf                     |
| Haltepunkt / Haltestelle · Strecke |                      | Oberlichtenau                 | Oberlichtenau                 |
| Haltepunkt / Haltestelle · Strecke |                      | Ch-Kinderwaldstätte           | Ch-Kinderwaldstätte           |
| Strecke · Strecke |                      |                               |                               |
| Kopfbahnhof Streckenanfang · Strecke · Strecke |                      | Burgstädt C13                 | Burgstädt C13                 |
| Haltepunkt / Haltestelle · Strecke · Strecke |                      | Wittgensdorf ob Bf            | Wittgensdorf ob Bf            |
| Haltepunkt / Haltestelle · Strecke · Strecke |                      | Wittgensdorf Mitte            | Wittgensdorf Mitte            |
| Haltepunkt / Haltestelle · Strecke · Strecke |                      | Ch-Borna                      | Ch-Borna                      |
| Haltepunkt / Haltestelle · Strecke · Strecke |                      | Ch-Küchwald                   | Ch-Küchwald                   |
| Strecke nach links · Abzweig quer und nach links · Abzweig geradeaus und von rechts |                      |                               |                               |
| U-Bahn-Strecke von links · U-Bahn-Strecke von rechts · Grenze mit U-Bahn |                      |                               |                               |
| U-Bahn-Strecke · U-Bahn-Bahnhof · U-Bahn-Bahnhof |                      | Chemnitz Hbf C11              | Chemnitz Hbf C11              |
| U-Bahn-Haltepunkt / Haltestelle · U-Bahn-Strecke nach links · U-Bahn-Abzweig geradeaus und von rechts |                      | Omnibusbahnhof                | Omnibusbahnhof                |
| U-Bahn-Strecke · U-Bahn-Haltepunkt / Haltestelle |                      | Hbf Bahnhofstr.               | Hbf Bahnhofstr.               |
| U-Bahn-Strecke nach links · U-Bahn-Abzweig von links und von rechts · U-Bahn-Strecke nach rechts |                      |                               |                               |
| U-Bahn-Haltepunkt / Haltestelle |                      | Theaterplatz                  | Theaterplatz                  |
| U-Bahn-Haltepunkt / Haltestelle |                      | Roter Turm                    | Roter Turm                    |
| U-Bahn-Haltepunkt / Haltestelle |                      | Zentralhaltestelle            | Zentralhaltestelle            |
| U-Bahn-Strecke von links · U-Bahn-Abzweig geradeaus und nach rechts |                      |                               |                               |
| U-Bahn-Haltepunkt / Haltestelle · U-Bahn-Strecke |                      | Moritzhof                     | Moritzhof                     |
| U-Bahn-Haltepunkt / Haltestelle · U-Bahn-Strecke |                      | Gustav-Freytag-Str.           | Gustav-Freytag-Str.           |
| U-Bahn-Haltepunkt / Haltestelle · U-Bahn-Strecke |                      | Treffurthstr.                 | Treffurthstr.                 |
| U-Bahn-Haltepunkt / Haltestelle · U-Bahn-Strecke |                      | Rößlerstr.                    | Rößlerstr.                    |
| U-Bahn-Haltepunkt / Haltestelle · U-Bahn-Strecke |                      | Erdmannsdorfer Str.           | Erdmannsdorfer Str.           |
| U-Bahn-Haltepunkt / Haltestelle · U-Bahn-Strecke |                      | Uhlestr.                      | Uhlestr.                      |
| U-Bahn-Haltepunkt / Haltestelle · U-Bahn-Strecke |                      | Scheffelstr.                  | Scheffelstr.                  |
| U-Bahn-Haltepunkt / Haltestelle · U-Bahn-Strecke |                      | Schule Altchemnitz            | Schule Altchemnitz            |
| U-Bahn-Haltepunkt / Haltestelle · U-Bahn-Strecke |                      | Alt Chemnitz Center           | Alt Chemnitz Center           |
| U-Bahn-Haltepunkt / Haltestelle · U-Bahn-Strecke |                      | Schneeberger Str.             | Schneeberger Str.             |
| U-Bahn-Bahnhof · U-Bahn-Strecke |                      | Altchemnitz                   | Altchemnitz                   |
| U-Bahn-Strecke |                      |                               |                               |
| U-Bahn-Grenze mit Eisenbahn · U-Bahn-Strecke |                      |                               |                               |
| Haltepunkt / Haltestelle · U-Bahn-Strecke |                      | C-Riemenschneiderstraße       | C-Riemenschneiderstraße       |
| Haltepunkt / Haltestelle · U-Bahn-Strecke |                      | Ch-Harthau                    | Ch-Harthau                    |
| Haltepunkt / Haltestelle · U-Bahn-Strecke |                      | Ch-Friedrichstraße            | Ch-Friedrichstraße            |
| Haltepunkt / Haltestelle · U-Bahn-Strecke |                      | Hp Klaffenbach                | Hp Klaffenbach                |
| Bahnhof · U-Bahn-Strecke |                      | Neukirchen-Klaffenbach        | Neukirchen-Klaffenbach        |
| Haltepunkt / Haltestelle · U-Bahn-Strecke |                      | Adorf (Erzgeb)                | Adorf (Erzgeb)                |
| Haltepunkt / Haltestelle · U-Bahn-Strecke |                      | Jahnsdorf                     | Jahnsdorf                     |
| Bahnhof · U-Bahn-Strecke |                      | Pfaffenhain                   | Pfaffenhain                   |
| Haltepunkt / Haltestelle · U-Bahn-Strecke |                      | Niederdorf                    | Niederdorf                    |
| Haltepunkt / Haltestelle · U-Bahn-Strecke |                      | Stollberg, Schlachthofstr.    | Stollberg, Schlachthofstr.    |
| Kopfbahnhof Streckenende · U-Bahn-Strecke |                      | Stollberg (Sachs) C11         | Stollberg (Sachs) C11         |
| U-Bahn-Haltepunkt / Haltestelle |                      | Annenstr.                     | Annenstr.                     |
| U-Bahn-Haltepunkt / Haltestelle |                      | Bernsbachplatz                | Bernsbachplatz                |
| U-Bahn-Haltepunkt / Haltestelle |                      | Stadlerplatz                  | Stadlerplatz                  |
| U-Bahn-Haltepunkt / Haltestelle |                      | Rosenbergstr.                 | Rosenbergstr.                 |
| U-Bahn-Haltepunkt / Haltestelle |                      | TU Campus                     | TU Campus                     |
| U-Bahn-Bahnhof |                      | Technopark C15                | Technopark C15                |
| |                      |                               |                               |
| U-Bahn-Grenze mit Eisenbahn |                      |                               |                               |
| Haltepunkt / Haltestelle |                      | Ch-Reichenhain                | Ch-Reichenhain                |
| Haltepunkt / Haltestelle |                      | Erfenschlag Mitte             | Erfenschlag Mitte             |
| Haltepunkt / Haltestelle |                      | Erfenschlag Ost               | Erfenschlag Ost               |
| Haltepunkt / Haltestelle |                      | Einsiedel Gymnasium           | Einsiedel Gymnasium           |
| Bahnhof |                      | Einsiedel                     | Einsiedel                     |
| Haltepunkt / Haltestelle |                      | Einsiedel August-Bebel-Platz  | Einsiedel August-Bebel-Platz  |
| Haltepunkt / Haltestelle |                      | Einsiedel Brauerei            | Einsiedel Brauerei            |
| Bahnhof |                      | Dittersdorf                   | Dittersdorf                   |
| Haltepunkt / Haltestelle |                      | Kemtau                        | Kemtau                        |
| Bahnhof |                      | Burkhardtsdorf                | Burkhardtsdorf                |
| Haltepunkt / Haltestelle |                      | Burkhardtsdorf Mitte          | Burkhardtsdorf Mitte          |
| Bahnhof |                      | Meinersdorf                   | Meinersdorf                   |
| Haltepunkt / Haltestelle |                      | Thalheim (Erzgeb) Mitte       | Thalheim (Erzgeb) Mitte       |
| Bahnhof |                      | Thalheim (Erzgeb) C14         | Thalheim (Erzgeb) C14         |
| Haltepunkt / Haltestelle |                      | Dorfchemnitz                  | Dorfchemnitz                  |
| Haltepunkt / Haltestelle |                      | Niederzwönitz                 | Niederzwönitz                 |
| Bahnhof |                      | Zwönitz                       | Zwönitz                       |
| Haltepunkt / Haltestelle |                      | Lößnitz ob Bf                 | Lößnitz ob Bf                 |
| Haltepunkt / Haltestelle |                      | Lößnitz unt Bf                | Lößnitz unt Bf                |
| Haltepunkt / Haltestelle |                      | Aue (Sachs) Erzgebirgsstadion | Aue (Sachs) Erzgebirgsstadion |
| Kopfbahnhof Streckenende |                      | Aue (Sachs) C13               | Aue (Sachs) C13               |

Das Chemnitzer Modell ist die in der Region Chemnitz angewandte Variante eines Stadtbahnnetzes zur Verknüpfung zwischen Straßenbahn und Eisenbahn.
Ziel ist, im ÖPNV umsteigefreie Reiseketten zwischen der Innenstadt des Oberzentrums Chemnitz und seinem Umland zu schaffen. Der Ausbau des Netzes begann 2002 mit einer Pilotstrecke und erfolgt in weiteren fünf Baustufen. Die derzeit vier Linien C11, C13, C14 und C15 bedienen mit dem Hauptbahnhof und der Zentralhaltestelle jeweils die beiden wichtigsten ÖPNV-Knoten in Chemnitz. Sie ersetzen im Umland frühere Regionalbahn-Leistungen des Schienenpersonennahverkehrs und ergänzen im Stadtgebiet durch Linienüberlagerung das Netz der Straßenbahn Chemnitz.

## Geschichte
Erste Überlegungen zu einer Verknüpfung des Chemnitzer Straßenbahnnetzes mit regionalen Eisenbahnstrecken in Anlehnung an das Karlsruher Modell wurden 1992 getätigt. Ab 1994 entstand im Auftrag des damaligen Sächsischen Staatsministeriums für Wirtschaft und Arbeit eine erste Machbarkeitsstudie. Die Studie wurde bis 1995 unter Federführung der Chemnitzer Verkehrs-Aktiengesellschaft (CVAG) erstellt. Die Studie empfahl zwei zentrale Verkehrsachsen, die nacheinander umgesetzt werden sollten: Zum einen eine Nord-Süd-Verbindung von Limbach-Oberfrohna bzw. Burgstädt über Chemnitz nach Stollberg/Erzgeb. als erste Ausbaustufe sowie eine Ost-West-Verbindung von Flöha über Chemnitz und Hohenstein-Ernstthal nach Zwickau als weitere Ausbaustufe. Neben der später zuerst ausgebauten Verbindung von Chemnitz nach Stollberg sah die erste Ausbaustufe vor, die Eisenbahnstrecken von Limbach-Oberfrohna bis Wittgensdorf und von Burgstädt bis Wittgensdorf zu nutzen und von Wittgensdorf ins Chemnitzer Stadtzentrum eine Stadtbahn-/Straßenbahn-Neubaustrecke neu zu errichten. Aufgrund gleicher Spurweite im Straßenbahn- und im Eisenbahnnetz (jeweils Normalspur) sowie der günstigen regionalen Rahmenbedingungen hatte die Machbarkeitsstudie die grundsätzliche Umsetzbarkeit der angedachten Verknüpfung zwischen Straßenbahn und Eisenbahn im Raum Chemnitz aufgezeigt.

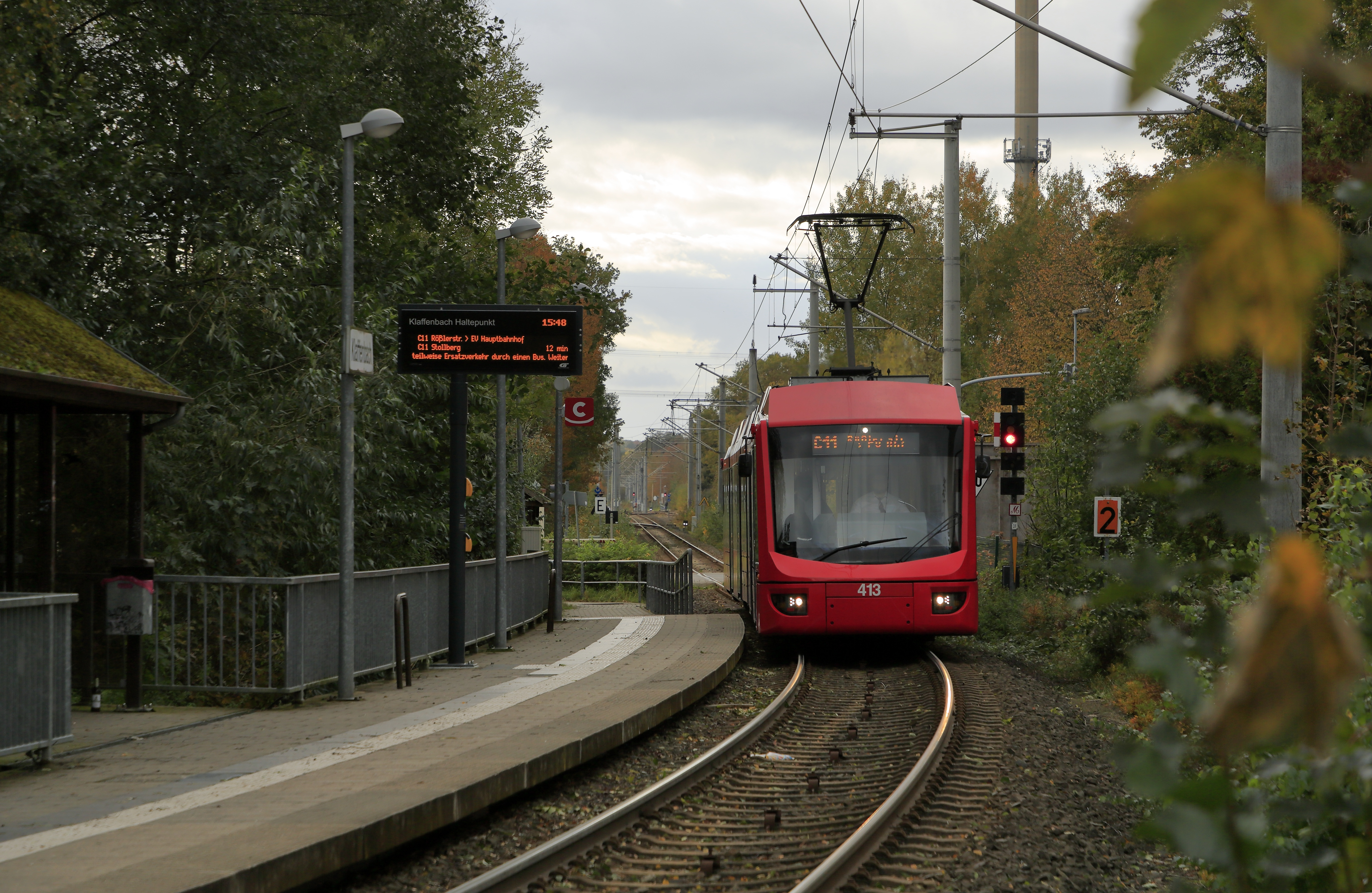
»Variobahn«-Triebwagen am Haltepunkt Klaffenbach, der im Zuge des Ausbaus der Pilotstrecke neu errichtet wurde. Auffällig und für die Pilotstrecke typisch ist der Bahnsteig mit einer Höhe von nur 200 Millimetern über Schienenoberkante. (Aufnahme vom Oktober 2021)

Günstigste Bedingungen für die Umsetzung einer Pilotstrecke bot die in der Machbarkeitsstudie untersuchte Strecke von Chemnitz nach Stollberg/Erzgeb, unter anderem weil sich das Straßenbahnnetz mit der Endstelle Altchemnitz und die Bahnstrecke nahezu höhengleich bereits in nächster Nähe zueinander befanden. Im Juni 2001 trat zwischen der DB Netz AG und der City-Bahn Chemnitz, damals ein Tochterunternehmen der CVAG und der im Chemnitzer Umland tätigen Autobus Sachsen, ein Pachtvertrag zur Übernahme der Eisenbahninfrastruktur in Kraft. Anfang 2002 begann der Streckenausbau. Am 16. Dezember 2002 wurde die Eisenbahnstrecke nach Stollberg/Erzgeb. als Pilotstrecke des Chemnitzer Modells eröffnet. Die Eisenbahninfrastruktur zwischen Chemnitz-Zwönitzbrücke und Stollberg wurde grundlegend saniert, mit einem elektronischen Stellwerk ausgerüstet, mit 750 V Gleichspannung elektrifiziert und um zusätzliche Kreuzungsmöglichkeiten in den Bahnhöfen Pfaffenhain und Neukirchen-Klaffenbach erweitert. Die vorhandenen sieben Zugangsstellen wurden erneuert sowie vier weitere geschaffen; alle erhielten niedrige Bahnsteige für den Niederflurbetrieb. Freistaat Sachsen und Verkehrsverbund Mittelsachsen (VMS) investierten gemeinsam 31 Mio. Euro in den Streckenausbau. Die City-Bahn-Chemnitz hat seit Ende 2002 das Eisenbahninfrastrukturunternehmen (EIU) Regio Infra Service Sachsen mit der Betriebsführung der Eisenbahninfrastruktur beauftragt und ist ihrerseits nur noch als Eisenbahnverkehrsunternehmen (EVU) aktiv. Das Chemnitzer Straßenbahnnetz wird weiterhin von der CVAG betrieben.
Die Züge der City-Bahn wechseln in Altchemnitz vom mit 600 Volt Gleichspannung elektrifizierten Straßenbahnnetz auf die mit 750 Volt Gleichspannung elektrifizierte Eisenbahnstrecke. Zum Einsatz kommen sechs Variobahn-Gelenkwagen mit den Betriebsnummern 411 bis 416, die eine Sonderausrüstung nach EBO erhielten.
Auf der Pilotstrecke Chemnitz–Stollberg stiegen die Fahrgastzahlen von anfangs etwa 800 auf etwa 5000 Fahrgäste täglich (Stand 2011). Die Prognosen von ursprünglich 2500 Fahrgästen täglich wurden damit deutlich übertroffen, die Praxistauglichkeit der konzeptionellen Überlegungen war damit nachgewiesen. Die Pilotstrecke wird im Nachhinein auch als „Stufe 0“ bezeichnet.

## Infrastrukturelle Besonderheiten

### Bahnsteighöhen
Die Infrastruktur der Eisenbahnstrecken wurde anfangs so angepasst, dass mit Triebwagen des Typs Variobahn 6NGT-LDZ konventionelle Niederflurwagen eingesetzt werden können. Es handelt sich dabei um Multigelenkwagen, die von den Schwesterfahrzeugen der Chemnitzer Verkehrs-AG abgeleitet waren und speziell für den Einsatz im Eisenbahnnetz angepasst worden sind. Eine Besonderheit der Pilotstrecke nach Stollberg/Erzgeb. ist die geringe Bahnsteighöhe von 200 Millimetern über Schienenoberkante (SO), die an den damals geltenden Standard im Netz der Straßenbahn Chemnitz angelehnt ist. Bei Neu- und Umbauten im Eisenbahnnetz sind gemäß EBO § 13 zwar mindestens 380 Millimeter hohe Bahnsteige vorgeschrieben, gleichwohl handelt es sich um eine zulässige Ausnahme nach § 3 EBO, die von der zuständigen Landesbehörde im Freistaat Sachsen genehmigt worden ist.

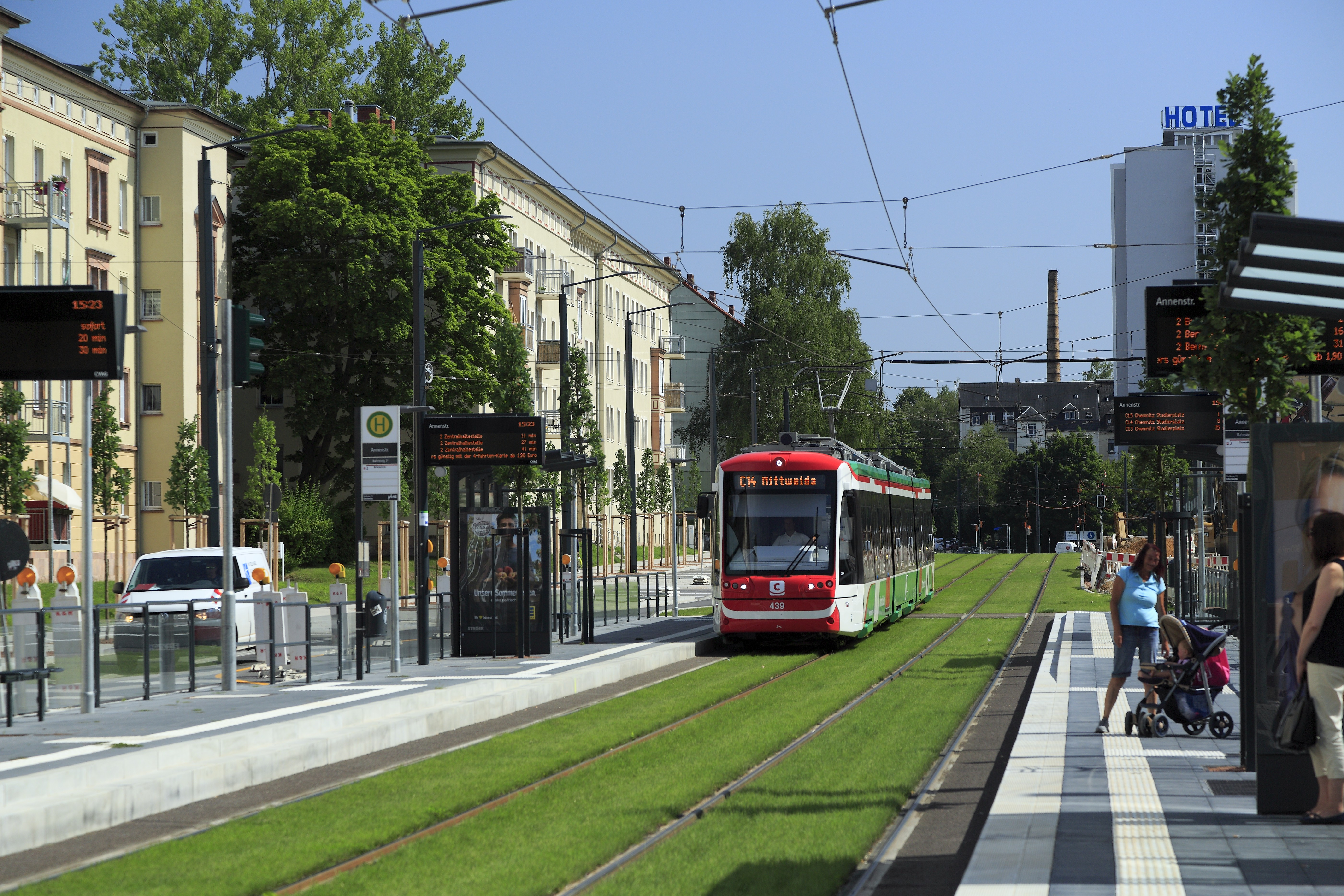
Haltestelle Annenstraße in Chemnitz mit unterschiedlichen Bahnsteighöhen: die jeweils vordere Hälfte in Fahrtrichtung ist für den stufenlosen Einstieg in die Citylink-Wagen auf 380 mm über SO erhöht, die jeweils hintere Hälfte hat passend zu den Straßenbahnwagen der CVAG nur 240 mm Höhe. (Der abgebildete Zug der Linie C14 hat seinen Halteplatz noch nicht erreicht.)

Mit den weiteren Ausbaustufen, die insbesondere auch die Einbeziehung von Strecken der bundeseigenen DB InfraGO und Zugangsstellen der DB Station&Service (unter anderem entlang der Hauptstrecken Richtung Dresden, Riesa und Leipzig) umfasste, war es erforderlich, die weitere Infrastrukturausbau- und Fahrzeugkonzeption an daraus resultierende Zwangspunkte anzupassen. Dazu gehörten insbesondere die Anpassung des Chemnitzer Modells an die im sächsischen Eisenbahnnetz üblichen 550 mm Bahnsteighöhe sowie der Einsatz von Fahrzeugen mit voller Zulassung nach EBO. Der weiterhin beabsichtigte, umsteigefreie Einsatz von Fahrzeugen im Eisenbahn- und im Straßenbahnnetz bei gleichzeitiger Erhaltung der weitgehenden Barrierefreiheit erforderte wiederum den Einsatz von Fahrzeugen, die sowohl Bahnsteige mit 550 mm Höhe im Eisenbahnnetz als auch niedrigere Bahnsteige im Straßenbahnnetz mit stufenfreien Einstiegen bedienen können und den Höhenunterschied möglichst im Fahrzeug ausgleichen. Dies führte zur konzeptionellen Überlegung, fahrzeugseitig Einstiegshöhen von 550 und 380 mm vorzusehen und im Fahrzeug wiederum zwischen Einstiegsplattformen auf beiden Höhen barrierefreie Übergänge zu ermöglichen. Im Straßenbahnnetz selbst zog dies das Erfordernis nach sich, entlang der Linien des Chemnitzer Modells Haltestellen mit 380 mm hohen Bahnsteigen vorzusehen. Dies wiederum wich von der Standardhöhe von 240 mm (ursprünglich 200 mm) für die Bahnsteige ab, die für die barrierefreie Bedienung durch niederflurige Wagen der Straßenbahn Chemnitz erforderlich sind. Daher wurden und werden seither entlang der Strecken, die regelmäßig sowohl von den Fahrzeugen des Chemnitzer Modells (Linien C13–C15) als auch von „normalen“ Straßenbahnfahrzeugen der CVAG bedient werden, Doppelhaltestellen mit 380 und 240 mm hohen Bahnsteigen errichtet bzw. sukzessive so umgerüstet. Die in Fahrtrichtung vordere Hälfte der Bahnsteige erhält eine Höhe von 380, die hintere nur von 240 mm. Die Züge halten im jeweils passenden Abschnitt, die Zugzielanzeiger weisen darauf hin. Zudem würden die Doppelhaltestellen wegen ihrer Gesamtlänge grundsätzlich ermöglichen, auch Citylink-Wagen in Doppeltraktion auf den Linien des Chemnitzer Modells einzusetzen. Lediglich wäre der jeweils hintere Triebwagen nicht barrierefrei erreichbar. Im Regelbetrieb ohne Doppeltraktion ermöglichen die Doppelhaltestellen im Straßenbahnnetz jedoch grundsätzlich den barrierefreien Fahrgastwechsel sowohl bei den Linien des Chemnitzer Modells als auch im „normalen“ Straßenbahnverkehr.

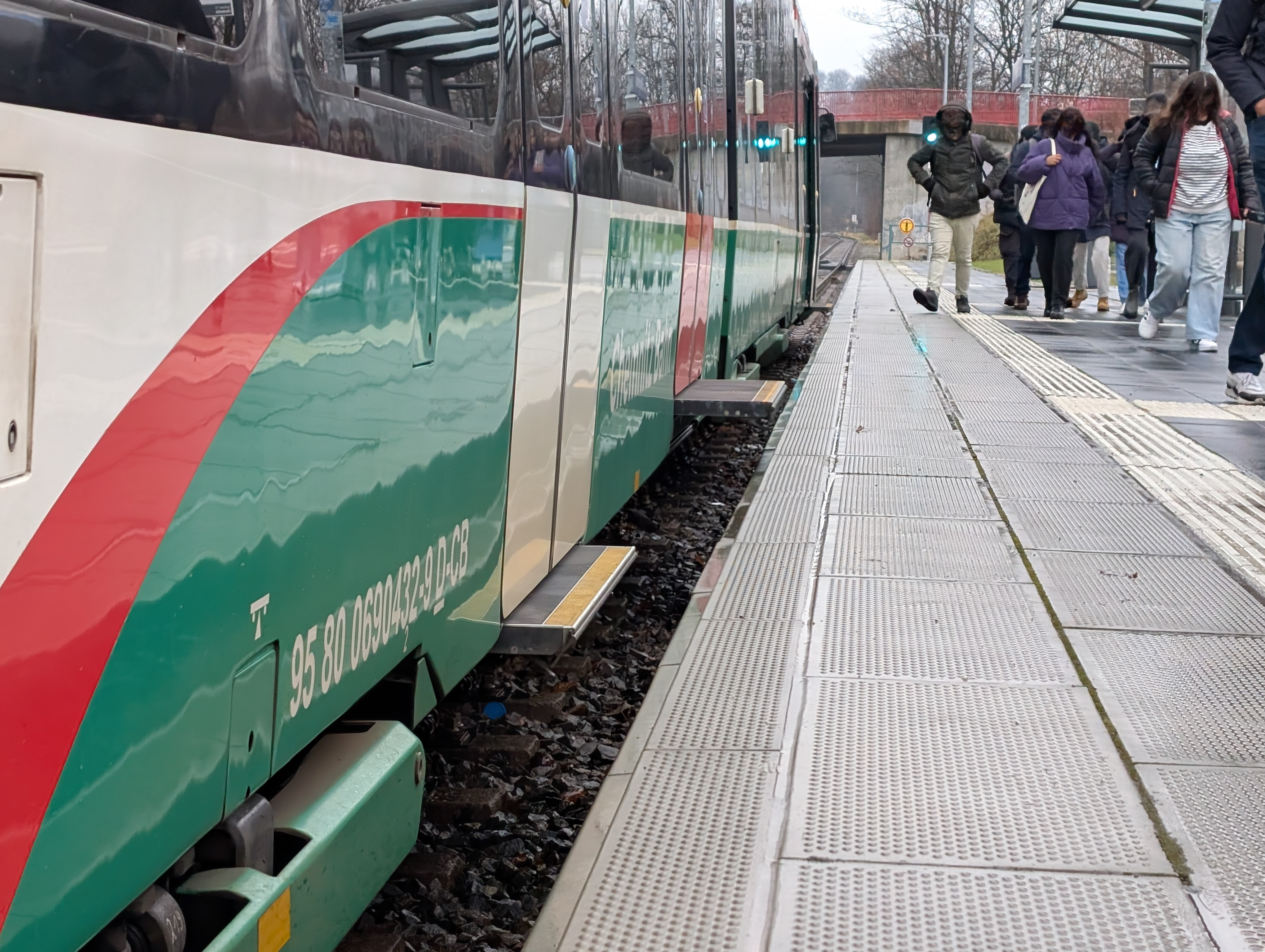
Trittstufen des Citylinks an einem 550 mm Bahnsteig in Chemnitz-Reichenhain

Die auf Grundlage dieser Konzeption seit Mitte der 2010er Jahre beschafften Fahrzeuge der CityLink-Familie besitzen Türen mit verschiedenen Einstiegshöhen, was sowohl innerstädtisch als auch auf den Eisenbahnstrecken einen barrierefreien Fahrgastwechsel an Bahnsteigen ermöglicht, die 380 oder 550 Millimeter hoch sind. 550 mm hohe Bahnsteige finden sich insbesondere im Eisenbahnnetz an den Strecken nach Burgstädt, Aue, Hainichen und Flöha, die zum Teil auch parallel vom Regionalbahn-Verkehr genutzt werden. 380 mm hohe Bahnsteige finden sich im Chemnitzer Straßenbahnnetz (ergänzend zu den straßenbahnspezifischen 200 bzw. 240 mm hohen Bahnsteigen) im Zuge der speziell für das Chemnitzer Modell ausgebauten Streckenabschnitte, d. h. Chemnitz Hauptbahnhof–Zentralhaltestelle–Technopark. Zudem vereinfachen die auf 380 mm ausgerichteten Türen den Ein- und Ausstieg an solchen Bahnsteigen im Eisenbahnnetz, die noch nicht modernisiert sind und teilweise noch Bahnsteighöhen von unter 380 mm aufweisen, beispielsweise im Zuge der Strecke Mittweida–Chemnitz.
Es ist davon auszugehen, dass perspektivisch auch die Pilotstrecke entsprechend umgerüstet wird.

### Verknüpfungsstellen

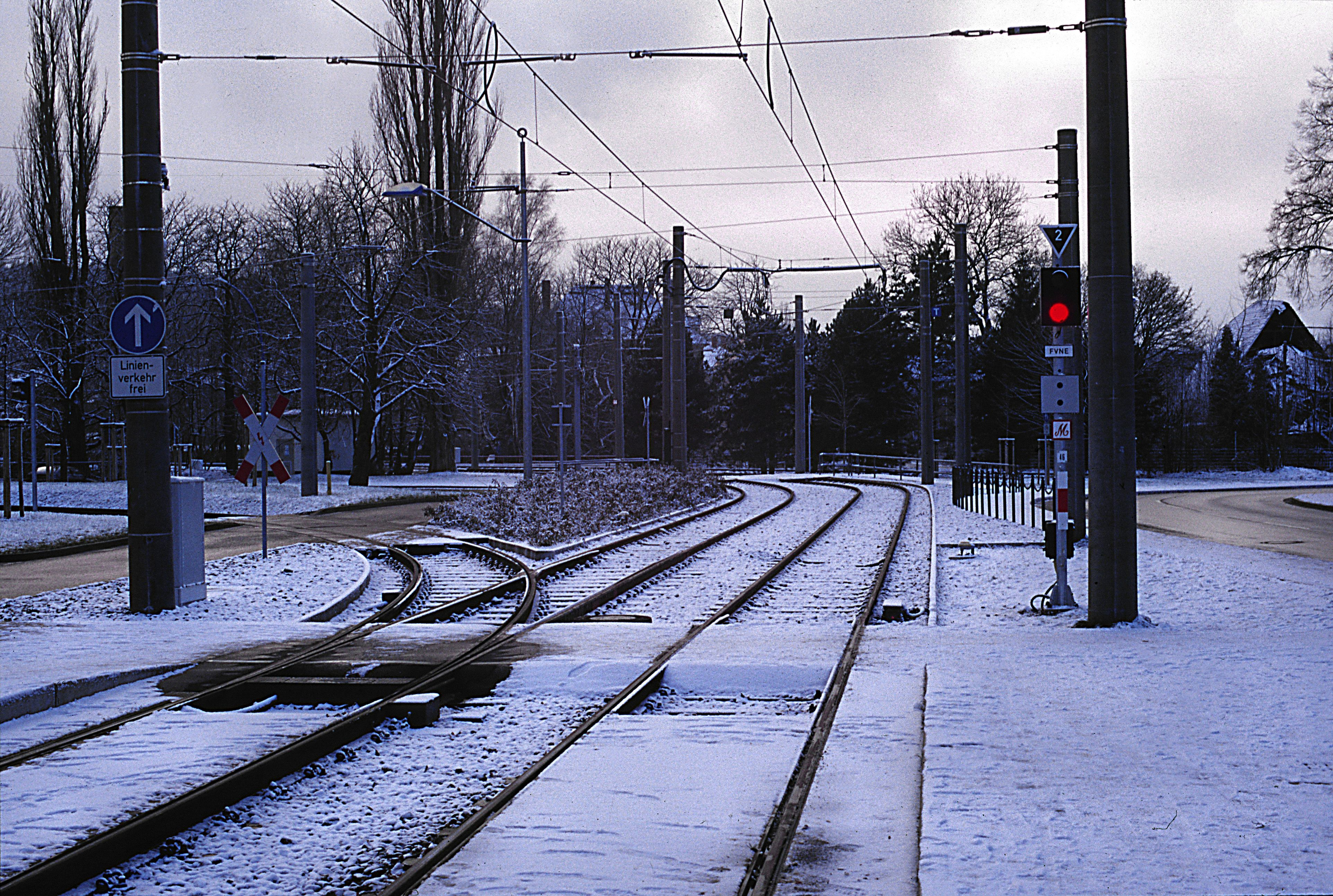
Systemwechsel in Altchemnitz, Blickrichtung Stollberg. Am Signalstandort beginnt der Geltungsbereich der Fahrdienstvorschrift für nichtbundeseigene Eisenbahnen (FVNE).

Es sind bislang drei Verknüpfungen von Straßenbahnnetz (d. h. mit Betrieb nach BOStrab) und Eisenbahnnetz (d. h. mit Betrieb nach EBO) errichtet worden. Diese sind jeweils auf die örtlichen Besonderheiten ausgerichtet und weisen insofern jeweils unterschiedliche Charakteristika auf:
- Altchemnitz:
  - planmäßig bis zu zwei Züge pro Stunde und Richtung (Linie C11)
  - eingleisig, elektrifiziert
  - Verknüpfung des Straßenbahnnetzes der CVAG mit der Eisenbahnstrecke der City-Bahn Chemnitz (EIU) bzw. der RISS (Betriebsführer der Infrastruktur)
  - Systemtrennstelle zwischen 600 V (Straßenbahnnetz) und 750 V Gleichspannung (Eisenbahnnetz)
  - Inbetriebnahme 2002 im Rahmen der Pilotstrecke

- Hauptbahnhof:

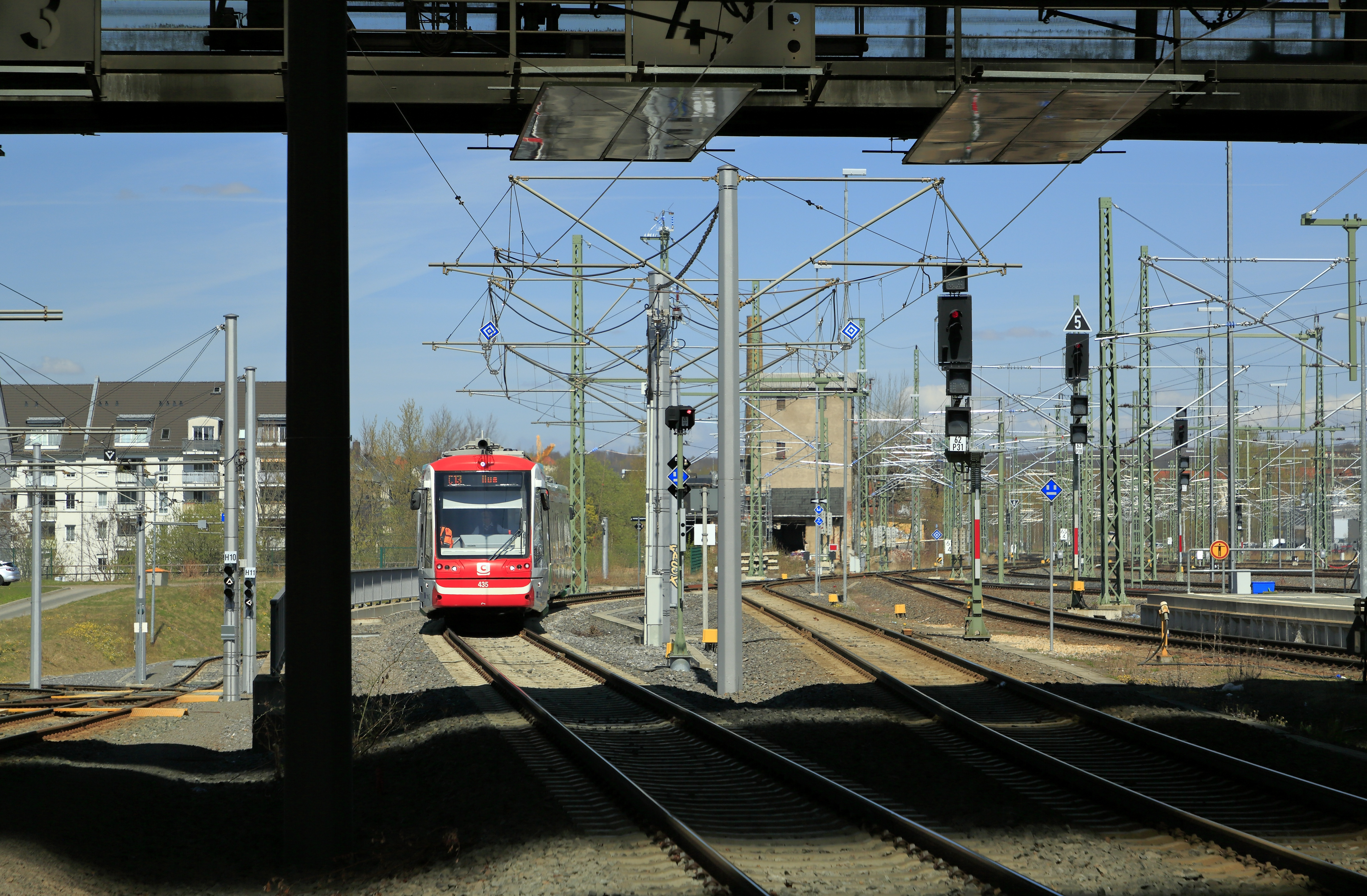
Systemwechsel im Hauptbahnhof, Blickrichtung Norden. Zum Zeitpunkt der Aufnahme im April 2022 ist die elektrische Systemtrennstelle baulich bereits fertig gestellt, aber noch nicht in Betrieb genommen worden. Im Bildvordergrund ist noch BOStrab-Bereich, die eingleisige Verbindung zum EBO-Bereich befindet sich im Bildhintergrund.

  - planmäßig bis zu drei Züge pro Stunde und Richtung (Linien C13, C14 und C15)
  - eingleisig, elektrifiziert
  - Verknüpfung des Straßenbahnnetzes der CVAG mit dem Eisenbahnnetz der DB InfraGO innerhalb des Bahnhofs Chemnitz Hauptbahnhof
  - Systemtrennstelle zwischen 600 V Gleichspannung (Straßenbahnnetz) und 15 kV Wechselspannung (Eisenbahnnetz)
  - Inbetriebnahme sukzessive ab 2014 als wesentlicher Teil der Stufe 1 des Chemnitzer Modells; elektrische Systemtrennstelle 2021/2022 nachgerüstet
- Technopark:
  - planmäßig bis zu zwei Züge pro Stunde und Richtung (Linien C13 und C14)
  - zweigleisig, nicht elektrifiziert
  - Verbindung des Straßenbahnnetzes der CVAG mit dem Eisenbahnnetz der DB RegioNetz (Erzgebirgsbahn) innerhalb des Bahnhofs Chemnitz Süd
  - Inbetriebnahme 2022 als Teil der Stufe 2 des Chemnitzer Modells

Weitere Verbindungen zwischen Straßenbahn- und Eisenbahnnetz in und um Chemnitz sind je nach örtlichen Gegebenheiten mit den Baustufen 3, 4 und 5 zu erwarten.

## Sukzessiver Ausbau

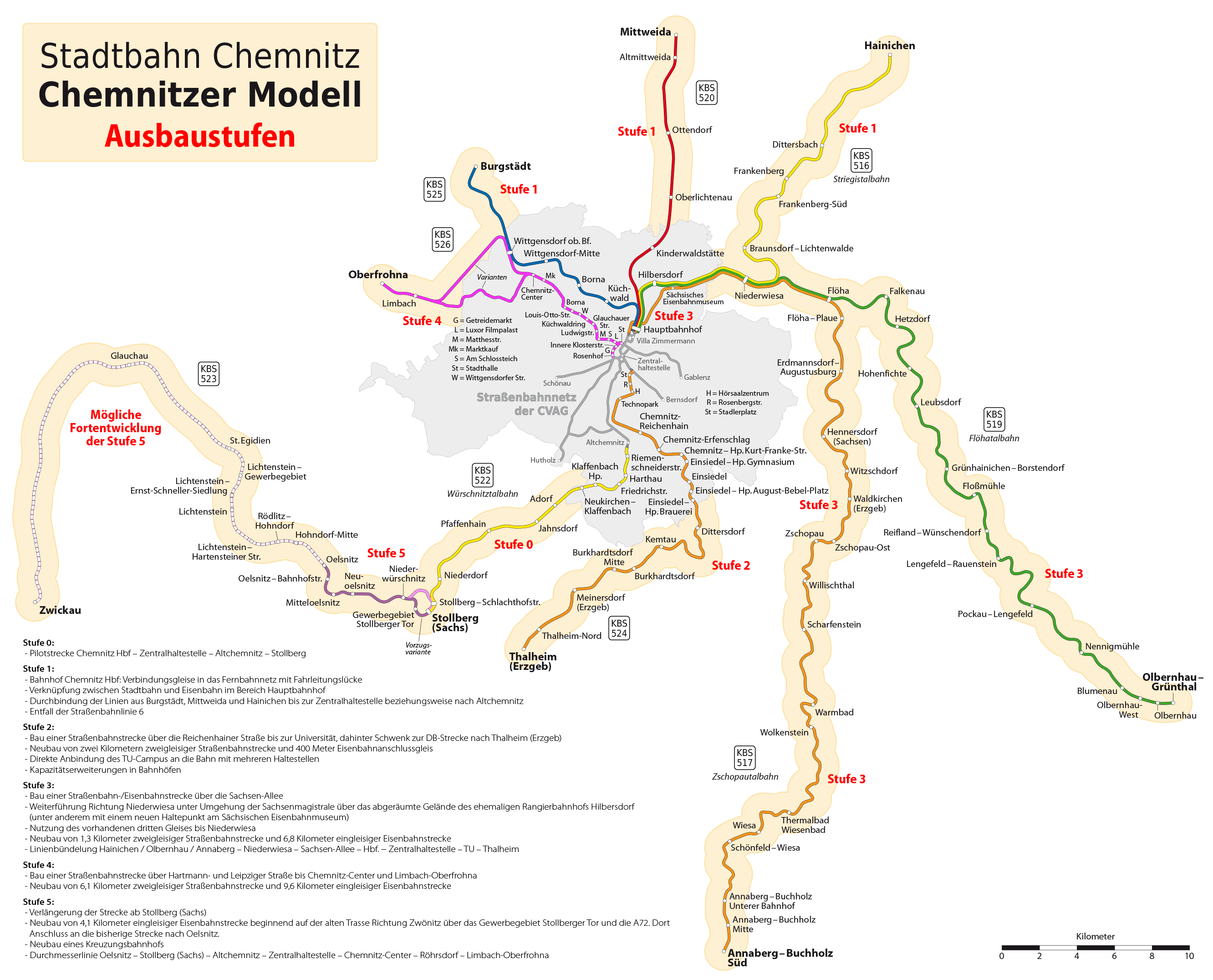
Ausbau- und Erweiterungsvorhaben des Chemnitzer Modells

### Stufe 0: Pilotstrecke
Nach Bau und Inbetriebnahme der Pilotstrecke im Jahr 2002, später auch als „Stufe 0“ bezeichnet, wurde das Chemnitzer Modell konzeptionell weiter entwickelt und mit einer stufenweisen Umsetzung begonnen.

### Stufe 1: Verknüpfungsstelle und Anpassung der Verkehrsanlagen Chemnitz Hauptbahnhof

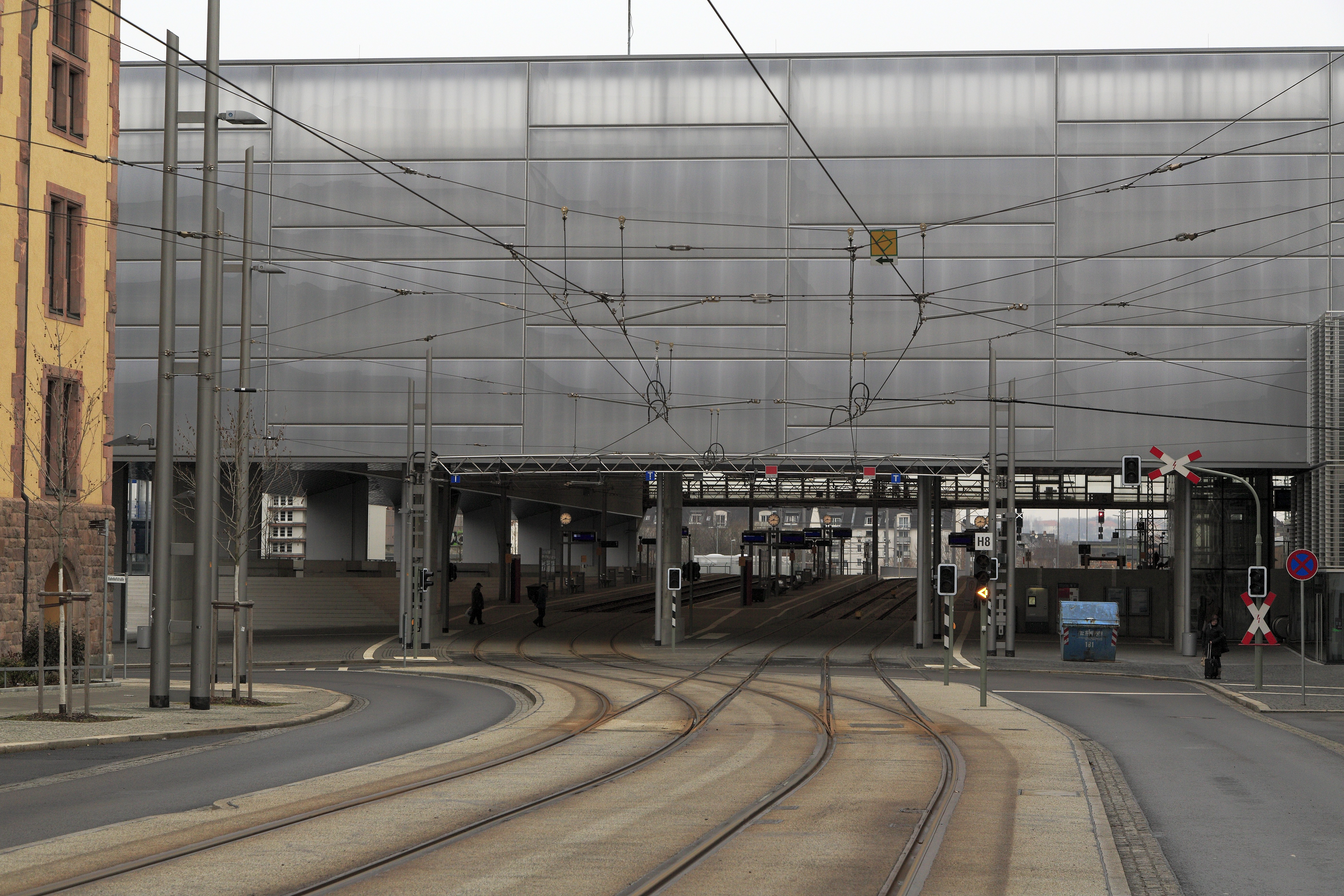
Einfahrt aus dem Straßenbahnnetz in die Bahnsteighalle des Bahnhofs Chemnitz Hbf (Februar 2015)

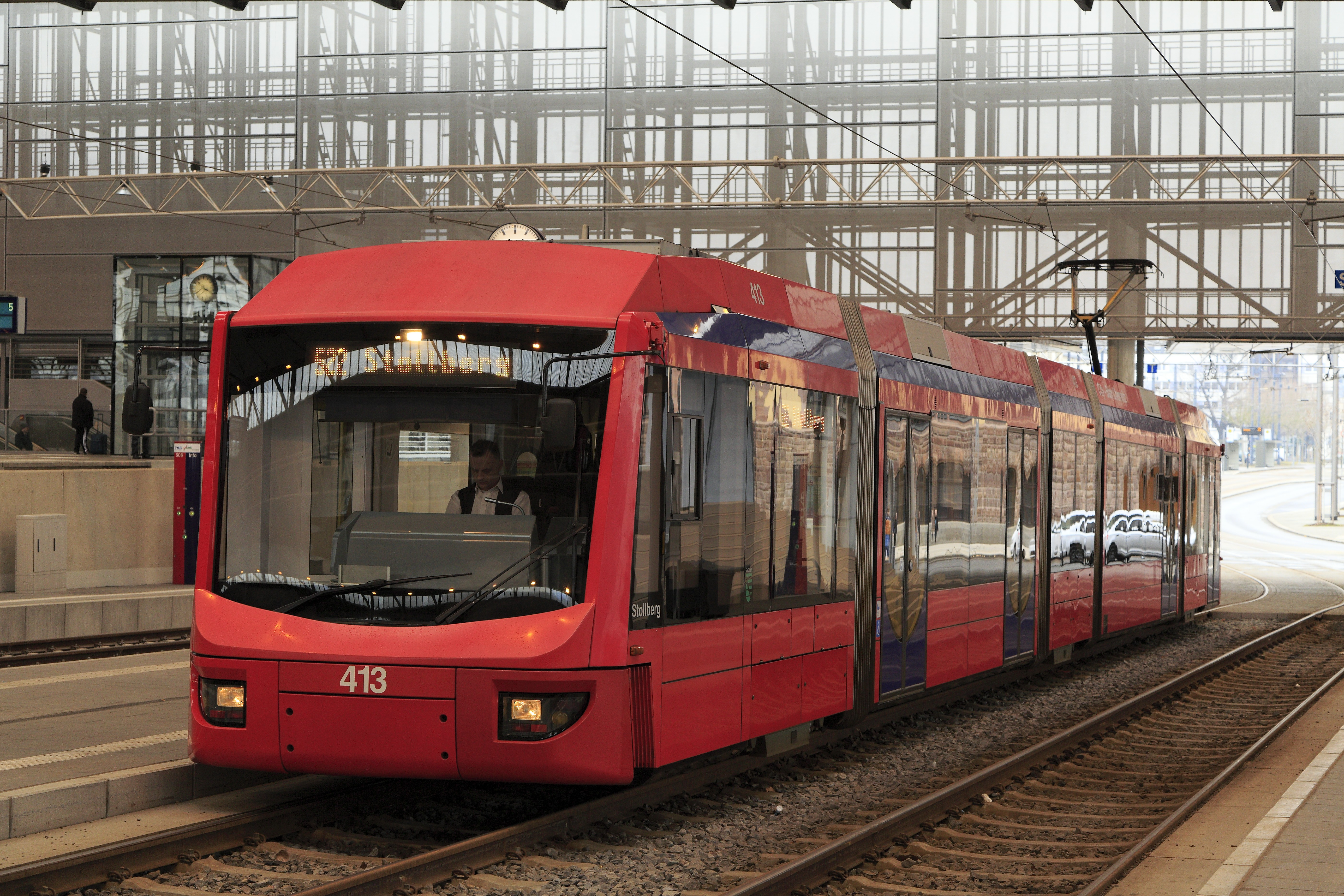
»Variobahn«-Triebwagen am Straßenbahnbahnsteig 2 im Hauptbahnhof. Die Bahnsteige 1 und 2 haben – wie auch noch bei der Pilotstrecke nach Stollberg – eine Höhe von nur 200 Millimetern über Schienenoberkante, der Abstand zum Gleis ist an die Wagenkastenmaße angepasst

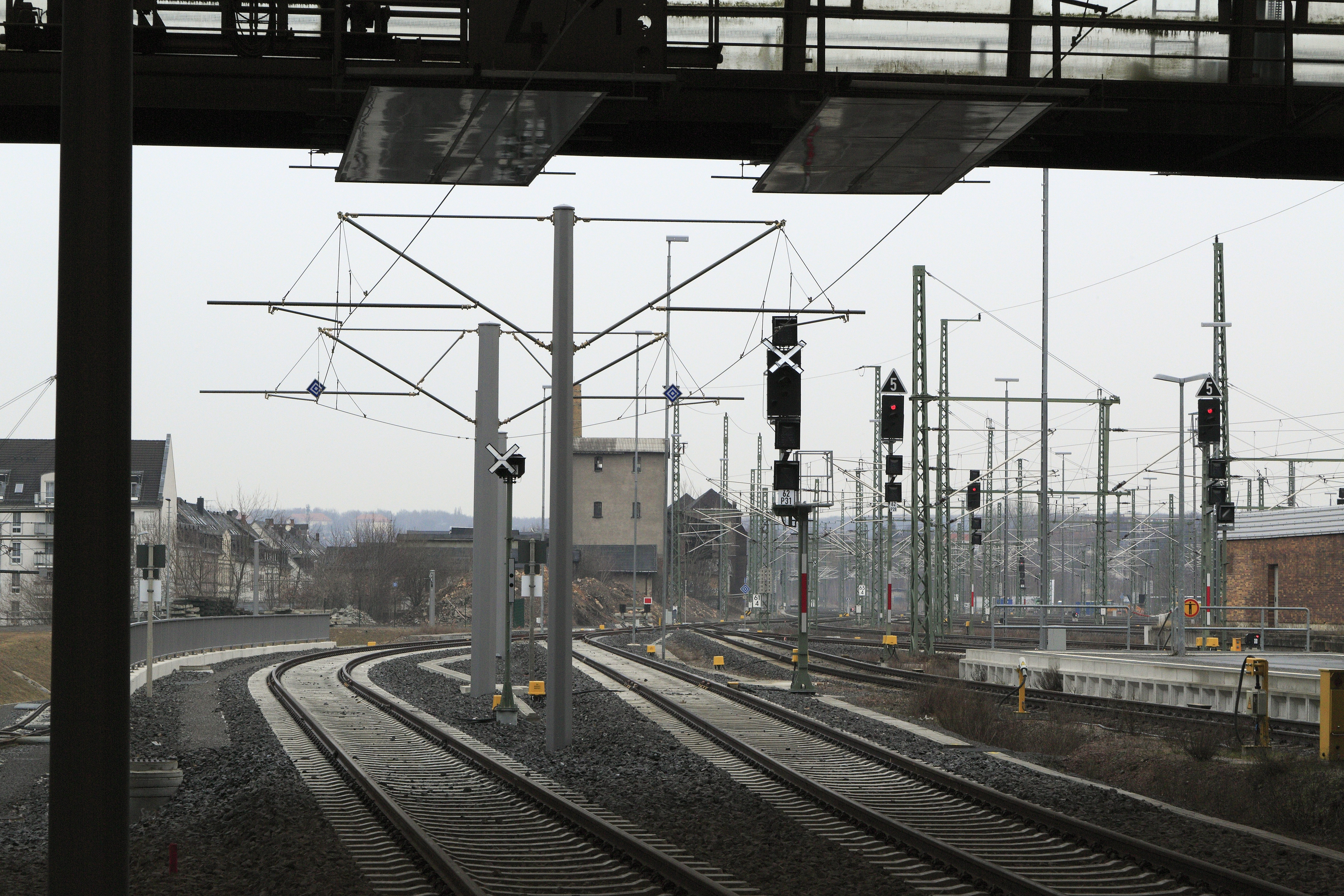
Stufe 1: Chemnitz Hauptbahnhof, Verbindungsgleise in das Fernbahnnetz mit Fahrleitungslücke

- Verknüpfung zwischen Stadtbahn und Eisenbahn im Bereich Hauptbahnhof
- ermöglicht überhaupt die Durchbindung der Linien aus Burgstädt, Mittweida und Hainichen bis ins Straßenbahnnetz (zunächst bis zur Zentralhaltestelle; später Weiterführung durch Stufe 2 ermöglicht)

Im Februar 2013 wurde für die Straßenbahn eine Einfahrt in den Hauptbahnhof fertiggestellt, die im Laufe des Jahres mit einer Übergangsstelle auf das Eisenbahnnetz komplettiert wurde. Dazu wurden von der Deutschen Bahn die ersten vier Gleise des Querbahnsteigs sowie Teile des Querbahnsteiggebäudes aufgegeben und vom Verkehrsverbund Mittelsachsen eine Durchfahrt in das Bahnhofsgebäude errichtet. Neu gebaut wurden insgesamt 250 Meter Eisenbahnanschlussgleis sowie 900 Meter zweigleisige Straßenbahnstrecke. Seit dem 18. Februar 2013 fahren die Straßenbahnzüge aus Richtung Norden in die Bahnsteighalle ein. Am 17. Juni 2014 wurde die Verbindung zum Bahnhofsvorplatz in Betrieb genommen, sodass die Züge nun die neue Schleife durch die Bahnhofshalle befahren und planmäßig nicht mehr am Bahnsteig wenden. Dabei wurden auch die Übergangsgleise zum Fernbahnnetz fertiggestellt. Seit dem 10. Oktober 2016 wechseln die Linien aus Burgstädt, Mittweida und Hainichen am Hauptbahnhof in das Chemnitzer Straßenbahnnetz und verkehren weiter bis zur Zentralhaltestelle, seit Mai 2017 darüber hinaus zum Stadlerplatz und seit dem 10. Dezember 2017 bis zur neuen Straßenbahn-Endhaltestelle Technopark im Süden der Stadt. Die Weiterführung der vorgenannten Linien über die Zentralhaltestelle hinaus ist jedoch Teil der Stufe 2 des Chemnitzer Modells.

Im Jahr 2022 wurde an den Gleisen 3 und 4 des Hauptbahnhofs eine elektrische Systemtrennstelle eingerichtet. Diese ist Grundlage für die umweltfreundliche Elektrifizierung des Chemnitzer Modells in den nächsten Jahren. Mit der Trennstelle wird es den vollelektrischen City-Bahn-Triebwagen möglich werden, während der Fahrt nahtlos vom Straßenbahnnetz (Gleichspannung, 750 V) ins Eisenbahnnetz (Wechselspannung, 15 000 V) zu wechseln – und umgekehrt. Da im Fahrzeugbestand des Chemnitzer Modells im Jahr 2022 noch keine Zweisystemwagen existierten, wurde am 11. Juli 2022 ein Fahrzeug vom Typ GT8-100D/2S-M (Wagen 884) der Albtal-Verkehrs-Gesellschaft (AVG) aus Karlsruhe für die Zulassung der Systemtrennstelle genutzt. Zudem wurde das Abschleppen und andere Notfallszenarien geprobt. Da dem Karlsruher Fahrzeug die Chemnitzer Sicherheitstechnik und Ampelsteuerung fehlt und auch die Drehgestelle keine Kurvenfahrten im Chemnitzer Stadtgebiet erlauben, wurden die Fahrten nur in den Nachtstunden bis zum Bahnhofsvorplatz ausgeführt. Bis zum 21. Juli 2022 weilte das Fahrzeug dazu in Chemnitz.

### Stufe 2: Ausbau im Chemnitzer Süden
- Bau einer Straßenbahnstrecke über die Reichenhainer Straße bis zur Technischen Universität und Technopark, anschließend Bau einer zweigleisigen Gleisbogens zur Eisenbahnstrecke nach Thalheim (Erzgeb.) und Aue
- Neubau einer 2,2 km langen zweigleisigen Straßenbahnstrecke und einer rund 400 m langen zweigleisigen Verbindung zum Eisenbahnnetz
- direkte Anbindung des Campus der TU Chemnitz an das Straßenbahnnetz mit mehreren Haltestellen, Inbetriebnahme der Straßenbahnstrecke bis Technopark im Dezember 2017 erfolgt
- Kapazitätserweiterungen in Bahnhöfen, vier zusätzliche Haltepunkte im Eisenbahnnetz und Streckenmodernisierung
- bauvorbereitende Maßnahmen an der Eisenbahnstrecke im Herbst 2018, Inbetriebnahme des Teilprojekts Eisenbahnstrecke am 29. Januar 2022

Mit der Stufe 2 des Chemnitzer Modells wurde die ÖPNV-Verbindung zwischen der Chemnitzer Innenstadt, dem Chemnitzer Süden und dem südlich gelegenen Umland verbessert. Die Stufe 2 bestand aus einem Straßenbahn- und einem Eisenbahnteil, die zugehörige Verknüpfungsstelle wurde südwestlich der Technischen Universität zwischen der Straßenbahn-Endhaltestelle Technopark und dem Südkopf des Güterbahnhofs Chemnitz Süd eingerichtet. Ermöglicht wurde damit die umsteigefreie Durchbindung von Fahrten aus der Innenstadt auch ins südliche Umland der Stadt Chemnitz. Insbesondere im Zusammenhang mit der Stufe 1 des Chemnitzer Modells ergibt sich die Möglichkeit von umsteigefreien Direktverbindungen zwischen nördlichem und südlichem Umland der Stadt Chemnitz, wobei innerstädtisch das Straßenbahnnetz genutzt wird.

#### Teilprojekt Straßenbahn
Abzweigend aus der bestehenden Straßenbahnstrecke in der Bernsdorfer Straße sind über die Turn- und die Reichenhainer Straße der Campus der Technischen Universität und der entstehende Technologiepark erschlossen worden. Es wurden insgesamt 2,2 km neue Straßenbahnstrecke errichtet. Eine Teilinbetriebnahme bis zur Haltestelle Stadlerplatz erfolgte am 2. Mai 2017, die übrige Strecke wurde am 8. Dezember 2017 in Betrieb genommen.
Die geplante Stadtbahnstrecke auf der Reichenhainer Straße führte vor Baubeginn zu zahlreichen Bürgerprotesten, die sich insbesondere auf die geplante Fällung von 170 Alleebäumen (Linden und Platanen), die Nichtanbindung des Sportforums und des städtischen Friedhofes und die erwartete Abkopplung des Stadtteils Reichenhain (statt der vormaligen direkten Busverbindung ins Stadtzentrum nur noch Busanbindung an die Stadtbahnhaltestelle) bezogen.

#### Teilprojekt Eisenbahn
Mit Stufe 2 des Chemnitzer Modells wurden eine zweigleisige, rund 400 Meter lange und nicht elektrifizierte Verknüpfung zwischen dem Straßenbahnnetz und der Bahnstrecke Chemnitz–Adorf geschaffen sowie die Bahnstrecke im Abschnitt bis Zwönitz ausgebaut. Dazu gehörten:
- Ausbau der Betriebsstellen Dittersdorf, Meinersdorf (Erzgeb) und Zwönitz zu Kreuzungsbahnhöfen
- Einrichtung von vier zusätzlichen Haltepunkten, davon zwei in Chemnitz-Einsiedel sowie je einer in Chemnitz-Erfenschlag und Thalheim sowie Verlegung des Haltepunkts Einsiedel Gymnasium
- zweigleisiger Ausbau der Eisenbahnstrecke zwischen der Verknüpfung mit dem Straßenbahnnetz und dem Haltepunkt Chemnitz-Reichenhain
- Ausstattung der Gesamtstrecke bis Aue mit aktueller Leit- und Sicherungstechnik (ESTW)
- Sanierung bzw. Erneuerung von Ingenieurbauwerken
- Modernisierung von Bahnübergangsanlagen

Am 15. September 2018 wurde die Eisenbahnstrecke zwischen den Betriebsstellen Chemnitz Süd und Aue (Sachs) gesperrt und Schienenersatzverkehr eingerichtet. Die Bauarbeiten begannen letztlich erst im Juli 2019. Die Kosten für das Teilprojekt Eisenbahn werden mit 71,3 Mio. Euro angegeben. Die Wiederinbetriebnahme der ausgebauten Eisenbahnstrecke nach Aue fand am 29. Januar 2022 statt. Nach Abschluss der Baumaßnahmen wurde das Verkehrsangebot der Stadtbahnen von Chemnitz bis Thalheim auf einen Halbstundentakt verdichtet, weiter bis Aue dann auf einen Stundentakt. Die Nichteinhaltung der ursprünglich vorgesehenen Fertigstellung zum Fahrplanwechsel im Dezember 2019 wurde unter anderem mit Verzögerungen in der Planfeststellung begründet.

### Stufe 3: Ausbau Richtung Osten
- Bau einer Straßenbahn-/Eisenbahnstrecke am Einkaufszentrum Sachsen-Allee vorbei
- Weiterführung Richtung Niederwiesa unter Umgehung der Bahnstrecke Dresden–Werdau über das abgeräumte Gelände des ehemaligen Rangierbahnhofs Hilbersdorf (unter anderem mit einem neuen Haltepunkt am Sächsischen Eisenbahnmuseum)
- Nutzung des vorhandenen dritten Gleises bis Niederwiesa
- Neubau einer 1,3 km langen zweigleisigen Straßenbahnstrecke und einer 6,8 km langen eingleisigen Eisenbahnstrecke
- Linienbündelung Hainichen/Olbernhau/Annaberg – Niederwiesa – Sachsen-Allee – Hauptbahnhof – Zentralhaltestelle (– TU – Thalheim)
- derzeit keine Terminierung; Umsetzung erfolgt nach Stufen 4 und 5

Das dritte Streckengleis nach Niederwiesa wird aktuell durch das Sächsische Eisenbahnmuseum genutzt.

### Stufe 4: Norderweiterung
- Bau einer Straßenbahnstrecke über Hartmann- und Leipziger Straße bis zum Chemnitz-Center
- Fortführung als Eisenbahnstrecke nach Limbach-Oberfrohna unter Nutzung des Abschnitts Kändler–Limbach der Bahnstrecke Limbach–Wüstenbrand und der innerstädtischen Bahnstrecke Limbach–Oberfrohna
- Neubau einer 6,1 km langen zweigleisigen Straßenbahnstrecke sowie Neu- und Ausbau einer 9,6 km langen eingleisigen Eisenbahnstrecke
- Planungsleistungen für erste innerstädtische Teilstrecke (Innenstadtring von Brückenstraße über Theaterstraße zum Falkeplatz sowie entlang der Hartmannstraße bis zur Ermafa-Passage; insgesamt 2,3 km) im September 2020 vergeben; bauliche Fertigstellung bis 2025 angestrebt; schrittweiser Planungsbeginn für weitere Teilstrecken[21]
- Gesamtfertigstellung bis 2030 wird als möglich eingeschätzt, Gesamtkosten dieser Baustufe vsl. 120 Mio. € in Preisen von 2020[21]

Das langfristige Ziel des Projektes schließt auch die Wiederanbindung von Limbach-Oberfrohna an das Bahnnetz ein. Der erste Schritt auf diesem Weg wird eine Straßenbahnlinie von der Innenstadt bis hin zum Einkaufszentrum Chemnitz-Center sein, die dann im weiteren Verlauf über Röhrsdorf und Kändler nach Limbach-Oberfrohna verlängert werden soll. Genutzt werden sollen Teile der vormaligen Bahnstrecken Limbach–Wüstenbrand und Limbach–Oberfrohna. Mit der Gesamtinbetriebnahme dieser Teilstrecke ist vor 2030 nicht zu rechnen.

### Stufe 5: Ausbau Stollberg – Oelsnitz – St. Egidien
Ursprünglich war die Verlängerung der Pilotstrecke von Stollberg nach Oelsnitz/Erzgeb. bereits für 2018 geplant, nach Anpassungen der Planungen mit Stand Juni 2020 bis zum Jahr 2025 und zugleich räumlich ausgedehnt bis nach St. Egidien. Mitte August 2022 informierte der Vorhabenträger, dass sich die Planfeststellungsunterlagen für die Neubaustrecke Niederwürschnitz–Stollberg „aktuell in Vorbereitung“ befinden und Ende 2022 bei der Planfeststellungsbehörde eingereicht werden. Die Unterlagen für die zu elektrifizierende und auszubauende Bestandsstrecke folgen jeweils mit einem Jahr zeitlichem Verzug. Die Gesamtfertigstellung der Stufe 5 des Chemnitzer Modells soll 2027 erfolgen. Vorgesehen sind u. a. der Neubau einer rund 3,5 km langen, elektrifizierten Strecke von Niederwürschnitz nach Stollberg, die Anlage von vier neuen Verkehrsstationen sowie die Elektrifizierung der Bestandsstrecke, nach ursprünglicher Planung mit 750 V Gleichspannung bis Oelsnitz. Zwischen Stollberg und St. Egidien wird die Einrichtung einer Systemtrennstelle erforderlich.
- Fertigstellung der Baustufe bis 2027 angestrebt[25]
- Gesamtkosten vsl. 96 Mio. Euro[25]
- Westliche Verlängerung der Pilotstrecke (Stufe 0) ab Stollberg (Sachs) über Oelsnitz nach St. Egidien
- Neubau einer 3,5 km langen eingleisigen Eisenbahnstrecke, beginnend auf der alten Trasse Richtung Zwönitz über das Gewerbegebiet Stollberger Tor und die A 72 mit einem dortigen Anschluss an die bisherige Strecke nach St. Egidien
- Neubau eines Kreuzungsbahnhofs und drei weiterer Zugangsstellen im Zuge der Neubaustrecke
- Elektrifizierung der Bestandsstrecke Stollberg – St. Egidien, weitere Modernisierung der Bestandsstrecke inkl. Bau eines elektronischen Stellwerkes und des zusätzlichen Haltepunktes Mitteloelsnitz
- Die Systemtrennstelle zwischen 750 Volt Gleich- und 15 Kilovolt Wechselspannung soll sich nahe der Ortslage Niederwürschnitz unmittelbar an der Einbindung der Neubaustrecke von Stollberg in die Bestandsstrecke befinden.[27]
- Eingesetzt werden sollen elektrische Zweisystemfahrzeuge für 750 V Gleich- und 15 kV Wechselspannung.[22]
- Durchmesserlinie Oelsnitz – Stollberg (Sachs) – Altchemnitz – Zentralhaltestelle – Chemnitz-Center – Limbach-Oberfrohna im Zielzustand, anfangs (St. Egidien –) Oelsnitz – Stollberg (Sachs) – Altchemnitz – Chemnitz Zentralhaltestelle – Chemnitz Hauptbahnhof

## Fahrgastzahlen
Die Anbindung des Umlandes mit dem Chemnitzer Modell wird von den Fahrgästen gut angenommen. Die Allianz pro Schiene testierte im Jahr 2009 der Pilotstrecke Chemnitz–Stollberg von 1998 bis 2008 ein Fahrgastplus von 886 Prozent und ordnet damit das Chemnitzer Modell als eine der erfolgreichsten 15 Regionalbahnen in Deutschland ein.

## Fahrzeuge

### Variobahn-Wagen

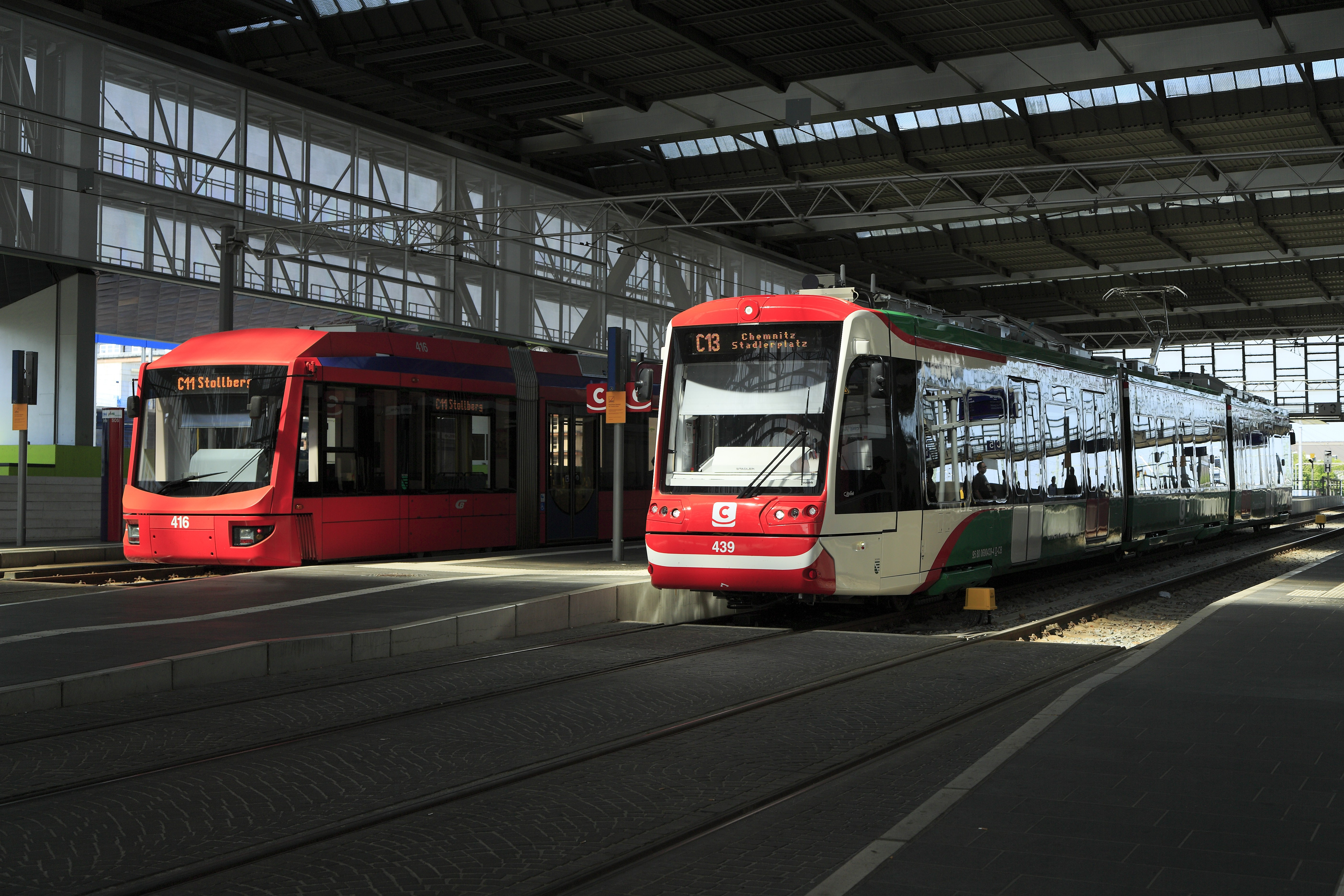
Variobahn (links) und Vossloh Citylink (rechts) im Hauptbahnhof Chemnitz (August 2017). Die Variobahn-Wagen verkehren ausschließlich auf der Linie C11 von und nach Stollberg, die Citylink kommen auf den Linien C13, C14 und C15 zum planmäßigen Einsatz, sie können darüber hinaus freizügig im Eisenbahnnetz eingesetzt werden.

Die City-Bahn Chemnitz besitzt sechs Variobahn-Wagen vom Typ NGT6-LDZ (Nr. 411–416). Die Wagen der City-Bahn sind mit Kompromissradreifen für den Betrieb auf Straßenbahn- und Eisenbahnoberbau, Zugbeeinflussung (PZB I60R), Zugfunk und einem Signalhorn ausgestattet. Außerdem erreichen sie mit 80 km/h eine im Vergleich zu den normalen Stadtbahnwagen um 10 km/h höhere Geschwindigkeit. Sie werden seit 2002 auf der heutigen Linie C11 (ehemals 522) Chemnitz Hbf–Altchemnitz–Stollberg eingesetzt. Die Einstiegshöhe liegt bei 300 mm über Schienenoberkante, die Fahrzeuge sind damit barrierearm an den in Chemnitz üblichen Straßenbahnbahnsteigen mit einer Höhe von 200 bzw. 240 mm sowie an der Pilotstrecke nach Stollberg mit der dort angepassten Bahnsteighöhe von 200 mm.
Die Fahrzeuge werden von der City-Bahn Chemnitz betrieben und von der CVAG in deren Betriebshof in Chemnitz-Adelsberg gewartet.

### Citylink 1. Generation
Die Fahrzeuge zum Einsatz im Eisenbahn- und im Straßenbahnnetz unter Nutzung der bis 2016 geschaffenen Verknüpfungsstelle im Chemnitzer Hauptbahnhof wurden von den Firmen Vossloh Kiepe GmbH und Vossloh España S. A. gebaut (beide Konzern Vossloh). Zunächst wurden acht Triebwagen zum Preis von 42,3 Millionen Euro bestellt und ein Optionsrecht vereinbart. Die achtachsigen Gelenkwagen sollten auf den Strecken der Stufe 1 eingesetzt werden, wurden jedoch erst 2015 geliefert. Die Zweirichtungsfahrzeuge stammen aus der CityLink-Familie, sind barrierefrei, 37 m lang, bis zu 100 km/h schnell, bieten 87 Sitzplätze und sind luftgefedert. Sie laufen auf vier Drehgestellen. Auf den mit Gleichspannung elektrifizierten Strecken fahren die Zweikraftwagen elektrisch, auf den Eisenbahnstrecken mit zwei Dieselmotoren. Im Juni 2015 wurde bekannt, dass die Option über vier weitere Fahrzeuge im Wert von 23,7 Millionen Euro, durch den Freistaat Sachsen mit rund 75 Prozent gefördert, eingelöst werden konnte. Mit der vorzeitigen Einlösung und der vereinbarten Lieferung bis zum 31. Oktober 2017 war somit ein ausreichender Zeitpuffer geschaffen worden, um Liefer- oder Zulassungsverzögerungen, wie bei den Fahrzeugen der Stufe 1, zu begegnen.
Die Citylink-Fahrzeuge verfügen über Einstiegshöhen von 435 mm (jeweils erste und letzte Tür, außen weiß und innen grün) und 600 mm (mittlere Türen, außen und innen jeweils rot), und sind damit auf Bahnsteighöhen von 380 mm (Ausbaustandard im Straßenbahnnetz sowie noch nicht ausgebaute Zugangsstellen im Eisenbahnnetz) und 550 mm (Ausbaustandard im Eisenbahnnetz) angepasst. Alle Türen sind als Doppeltüren ausgebildet und mit ausfahrbaren Schiebetritten zur Spaltüberbrückung ausgestattet. Die Wagen sind ebenfalls im gesamten Chemnitzer Straßenbahnnetz zugelassen, jedoch wird der Einsatz auf nicht darauf angepassten Streckenabschnitten wegen der dann nicht bestehenden Barrierefreiheit vermieden.
Die Fahrzeuge werden von der City-Bahn Chemnitz betrieben und von der CVAG in deren Betriebshof in Chemnitz-Adelsberg gewartet.

### Citylink 2. Generation
Ende März 2022 bestellte der Verkehrsverbund Mittelsachsen weitere 19 (+27 Optionen) Citylinks, die ab Sommer 2025 geliefert und ab Juni 2026 planmäßig eingesetzt werden sollen. Die neuen Wagen haben eine Antriebsleistung von 900 kW und eine Höchstgeschwindigkeit von 100 km/h. Wesentlicher Unterschied zu den Citylinks der ersten Generation ist die Ausführung als vollelektrische Fahrzeuge für 600/750 V Gleichspannung im Straßenbahnnetz und 15 kV Wechselspannung im Eisenbahnnetz. Eingesetzt werden die Citylinks der zweiten Generation auf der Chemnitzbahnlinie Richtung Mittweida sowie den noch durchgehend zu elektrifizierenden Strecken nach Glauchau über Stollberg und Oelsnitz, nach Burgstädt und Hainichen. Auch nach Limbach-Oberfrohna (Ausbaustufe CM 4) werden sie zum Einsatz kommen. Die Citylinks der ersten Generation fahren später auf den nicht elektrifizierten Strecken. Damit die Fahrzeuge instand gehalten werden können, ist der Bau eines neuen Betriebshofes erforderlich. Dieser soll auf der Ostseite des Hauptbahnhofs in Ecklage zwischen Dresdner Straße und August-Bebel-Straße errichtet werden.